# اکو یولی ایراوان

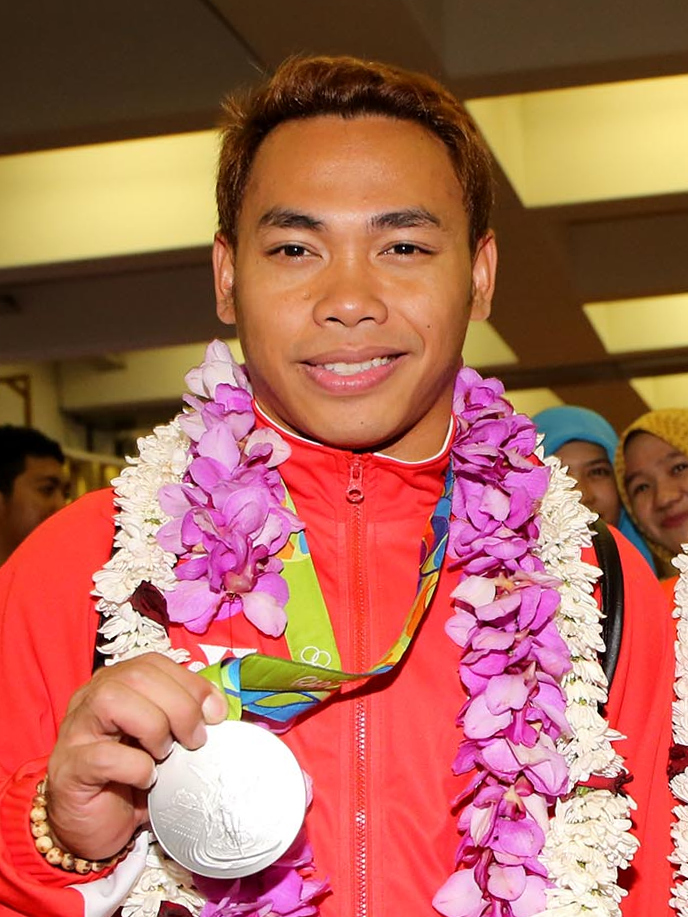
اکو یولی ایراوان در سال ۲۰۱۶

اکو یولی ایراوان (به انگلیسی: Eko Yuli Irawan) زاده ۲۴ ژوئیه ۱۹۸۹ است. او وزنه بردار کشور اندونزی است.